# 4624 Stefani
A 4624 Stefani (ideiglenes jelöléssel 1982 FV2) a Naprendszer kisbolygóövében található aszteroida. Carolyn Shoemaker fedezte fel 1982. március 23-án.